# František Wenzl
František Wenzl (28. dubna 1889 Unerázka – 9. června 1942 Brno) byl československý politik a poslanec Národního shromáždění za Republikánskou stranu zemědělského a malorolnického lidu (agrárníky).

## Biografie
Absolvoval obecnou školu v obci Bezděčí, pak gymnázium v Prostějově a českou Univerzitu Karlovu v Praze, kde studoval obor moderní filologie. Po smrti bratra převzal jeho statek v Unerázce. Zde inicioval zbudování vodovodu a podporoval elektrifikaci regionu. Učil zároveň na hospodářské škole v Jevíčku a byl členem mnoha místních agrárních a selských spolků. Publikoval četné práce z oboru zemědělského družstevnictví. Díky jeho přispění vzniklo v tomto kraji několik družstevních podniků.
V parlamentních volbách v roce 1925 byl zvolen poslancem Národního shromáždění. Mandátu se ale vzdal v roce 1926 a jako místo něj nastoupil poslanec Jan Pelíšek.
Profesí byl podle údajů k roku 1925 rolníkem v Unerázce u Jevíčka.
Byl popraven nacisty v Brně a jeho tělo zpopelněno v krematoriu. Byl zatčen na základě podnětu Sicherheitsdienst, podle níž měl poškodit německé rolníky z Městečka Trnávky tím, že přesunul tamní rolnickou záložnu po záboru pohraničí do rodné Unerázky. Během Protektorátu také bránil Němcům v ovládnutí zemědělského družstevnictví na Moravě. Na podporu Wenzla vystupovali někteří funkcionáři brněnského gestapa, ale zástupce Sicherheitsdienst trval na vykonání trestu.

## Rodina
František Wenzl se v roce 1915 oženil s Vlastou Fialovou. Manželům se narodily dcery Danica a Blažena, a syn Jiří. Jiří Wenzl se účastnil protinacistického odboje, za což byl 15. dubna 1945 zastřelen příslušníky volkssturmu.